# La Reforma, Culiacán
La Reforma är en ort i Mexiko.   Den ligger i kommunen Culiacán och delstaten Sinaloa, i den västra delen av landet, 1 000 km nordväst om huvudstaden Mexico City. La Reforma ligger 62 meter över havet och antalet invånare är 287.
Terrängen runt La Reforma är huvudsakligen platt, men österut är den kuperad. Runt La Reforma är det ganska tätbefolkat, med 104 invånare per kvadratkilometer. Närmaste större samhälle är Villa de Costa Rica, 13,2 km nordväst om La Reforma. Trakten runt La Reforma består till största delen av jordbruksmark.